# لورانس بنجامين براون
لورانس بنجامين براون (بالإنجليزية: Lawrence Benjamin Brown)‏ هو عازف بيانو وملحن أمريكي، ولد في 29 أغسطس 1893 في جاكسونفيل في الولايات المتحدة، وتوفي في 25 ديسمبر 1972.

## وصلات خارجية
- لورانس بنجامين براون على موقع ميوزك برينز (الإنجليزية)
- لورانس بنجامين براون على موقع ديسكوغز (الإنجليزية)